# 和泉元秀
和泉 元秀（いずみ もとひで、本名・山脇保之、1937年（昭和12年）7月18日 - 1995年（平成7年）6月30日）は狂言方能楽師、和泉流十九世宗家。

## 略歴
三宅藤九郎（九世）の長男保之として生まれる。和泉流は宗家不在の状態が長く続いていたが、1943年、6歳のときに和泉流宗家山脇和泉家の養子となって和泉流十九世宗家を襲名。のち名字を流派名の和泉に変えて和泉元秀を名乗った。
古曲の復曲、新作の発表、海外公演などを精力的に行った。芸能祭優秀賞を5回受賞。1972年、重要無形文化財保持者に認定（総合認定）される。
長女の淳子を日本初の女性狂言師とした。
1990年、父である九世三宅藤九郎が亡くなると、名跡を次女に襲名させた（次女は当時17歳）。周囲は九世の次男・三宅右近が継ぐと思っていたこともあって、物議を醸した。
1995年に57歳で死去。墓所は東京都杉並区永福の築地本願寺和田堀廟所。長男の和泉元彌が襲名したとされる宗家を巡っては、和泉流宗家継承騒動が持ち上がった。

## 家族・親族
- 祖父：野村万造（五世）
- 父：三宅藤九郎（九世）
- 弟：三宅右近
- 妻：和泉節子
- 長女：和泉淳子
- 次女：三宅藤九郎（十世）、本名：三宅祥子
- 長男：和泉元彌